# サント＝コロンブ＝シュル＝ガン
サント＝コロンブ＝シュル＝ガン （Sainte-Colombe-sur-Gand）は、フランス、オーヴェルニュ＝ローヌ＝アルプ地域圏、ロワール県のコミューン。

## 人口統計
| 1962年 | 1968年 | 1975年 | 1982年 | 1990年 | 1999年 | 2007年 | 2014年 |
| ------ | ------ | ------ | ------ | ------ | ------ | ------ | ------ |
| 507    | 478    | 451    | 420    | 437    | 420    | 417    | 437    |

参照元:1962年から1999年までは複数コミューンに住所登録をする者の重複分を除いたもの。それ以降は当該コミューンの人口統計によるもの。1999年までEHESS/Cassini、2006年以降INSEE。